# Effet de second tour
En économie, l'effet dit "de second tour" désigne une spirale d'augmentation prix-salaires, menant ou renforçant une inflation. L'effet intervient lorsque les salaires augmentent, pour compenser une éventuelle perte de pouvoir d'achat, et que les entreprises elles-mêmes répercutent cette hausse des salaires en revoyant leurs prix à la hausse. Une augmentation des prix provoquant une baisse de pouvoir d'achat, elle se traduit par une nouvelle hausse des salaires, et ainsi de suite.